# Les Nuits chaudes de Cléopâtre
Pour plus de détails, voir Fiche technique et Distribution.
Les Nuits chaudes de Cléopâtre (Sogni erotici di Cleopatra), est un péplum érotique italien réalisé par Rino Di Silvestro et sorti en 1985.

## Synopsis
César accueille la venue de la reine égyptienne Cléopâtre à Rome.

## Fiche technique
- Titre français : Les Nuits chaudes de Cléopâtre ou Les Derniers Jours de Cléopâtre[1]
- Titre original italien : Sogni erotici di Cleopatra[2]
- Réalisation : Rino Di Silvestro
- Scénario : Rino Di Silvestro, Marcel Albertini
- Photographie : Giovanni Bergamini
- Montage : Adriano Tagliavia
- Musique : Romuald Figuier
- Décors : Mario Ambrosino
- Production : Marcel Albertini, Rino Di Silvestro
- Sociétés de production : 2T Produzione Distribuzione Film, Naja Film
- Pays de production :  Italie
- Langue originale : italien
- Format : Couleur - 1,85:1 - Son mono - 35 mm
- Genre : Péplum érotique
- Durée : 86 minutes
- Dates de sortie :
  - France : 24 juillet 1985

## Distribution
- Marcella Petrelli : Cléopâtre
- Rita Silva (it) : Kelmis
- Jacques Stany : Jules César
- Andrea Coppola (it) : Spurina
- Maurizio Faraoni : Cassius
- Paul Branco : Marc-Antoine
- Franca Torlone :
- Jac Perac :
- Filippo Perrone :
- Annie Trevilly :
- Monica Ciprari :
- Flo Astair :
- Alessandra Tani :
- Laura Angeli :
- Nadine Raussiel :
- Antonio Spinnato :
- Laura De Benedittis :
- Venantino Venantini : (non crédité)
- Monica Zanchi : Ananka (non créditée)